# 최고 (법률)

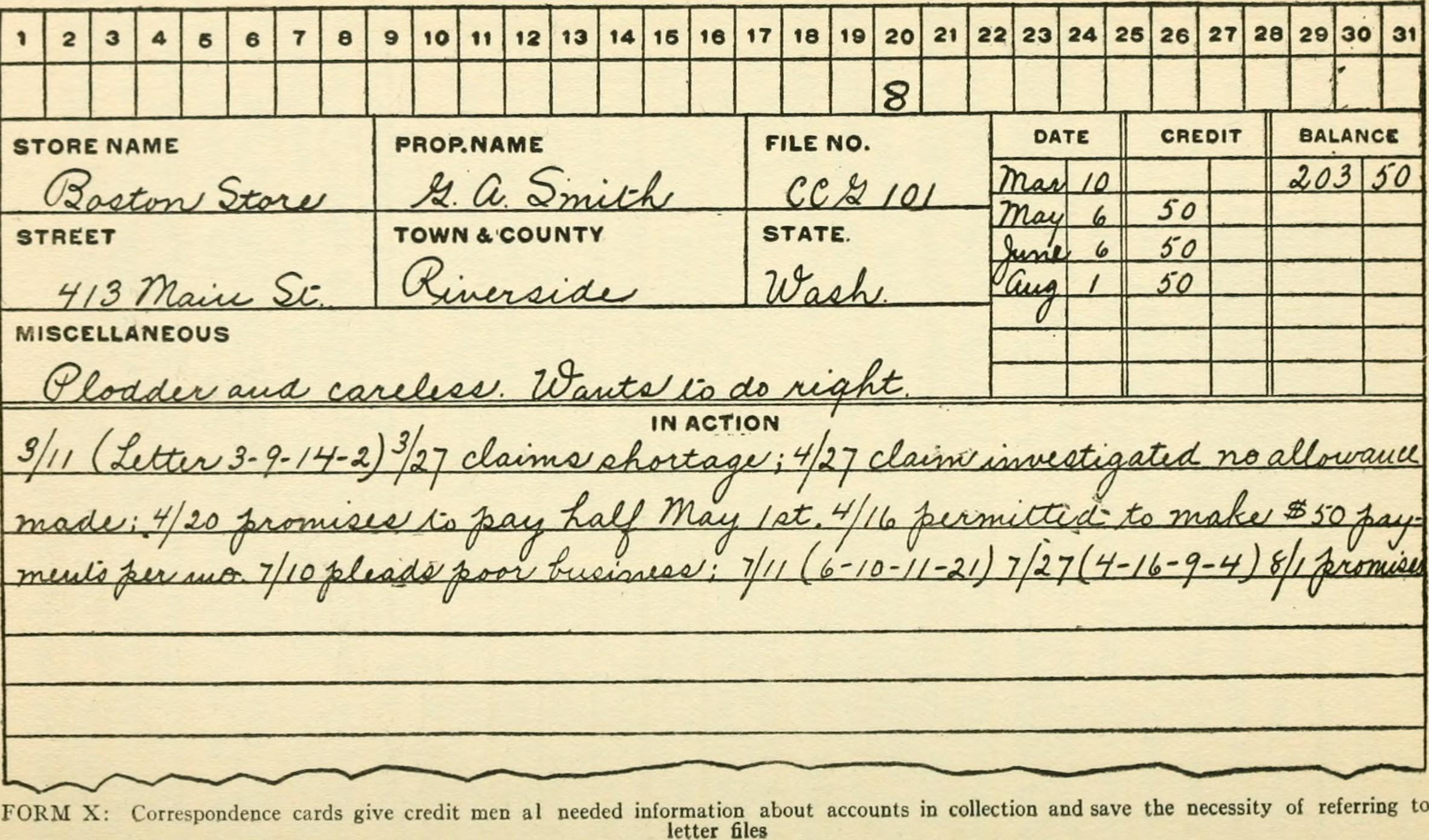

최고(催告)는 타인에게 일정한 행위를 할 것을 요구하는 통지를 말한다.
채무자가 최고에 응하지 않는 경우에는 이행지체의 효과, 시효중단의 효과, 계약해제권의 발생의 효과가 생긴다.

## 예시
대리권없는 자가 타인의 대리인으로 계약을 한 경우에 상대방은 상당한 기간을 정하여 본인에게 그 추인여부의 확답을 최고할 수 있다. (민법 제131조)
- 보험료 납입최고
- 보증금반환 청구의 최고
- 근저당권자에 대한 최고
- 임차인에 대한 최고

## 판례
채권자의 이행최고가 채무액을 현저하게 초과하고 전액을 제공하지 않으면 수령하지 않을 것을 분명히 한 경우 그 최고는 부적법하다.